# Городное (Рязанская область)
Городное — село в Федотьевском сельском поселение Спасского района Рязанской области.

## География
Село расположено примерно в 33 км к северо-востоку от районного центра. Ближайшие населённые пункты — село Веретье к западу, деревня Большие Лупяжи к востоку и деревня Новые Лупяжи к югу.

## История
Село Городное, имеющее церковь во имя пророка Илии, впервые упоминается в писцовых книгах за 1629 год. В настоящее время на месте церкви возведен крест.
В 1905 году село являлось административным центром Веретьинской волости Спасского уезда Рязанской губернии и имело 119 дворов при численности населения 844 человека.

## Население
| 1859 | 1897 | 1906 | 2010 |
| ---- | ---- | ---- | ---- |
| 554  | ↗609 | ↗844 | ↘37  |

## Транспорт и связь
В селе имеется одноимённое сельское отделение почтовой связи (индекс 391074).